# Al-A'sha
al-Aʿshā (in arabo اَلأَعْشَى‎?; Manfūḥa, 570 – 629) è stato il soprannome (laqab) di Maymūn b. Qays b. Jandal, detto appunto al-Aʿshā (il Nictalopo) per la sua vista assai indebolita che gli rendeva più facile vedere nella semi-oscurità. Fu uno dei massimi poeti arabi dell'epoca della jāhiliyya e una sua qasīda, o ode, viene talora annoverata tra le Muʿāllaqāt, la più rinomata silloge poetica di epoca preislamica.

## Biografia
Nacque forse a Manfūḥa, in Arabia, prima del 570 e morì nel 629. Apparteneva alla tribù dei B. Thaʿlaba mentre sua madre era della tribù di B. Ḍubayʿa, nella regione sud-occidentale del regno lakhmide di al-Ḥīra.
Istruito all'arte poetica dallo zio materno al-Musayyab ibn ʿAlas, al-Aʿshā effettuò un gran numero di viaggi, nel Najd, in Yemen, in Oman, a Gerusalemme, in Siria, in Etiopia e in Persia, tanto da essere annoverato fra i "poeti itineranti". 
Di religione cristiana ma non per questo diverso per sentimenti e passione dai suoi coetanei pagani, si diceva che avesse un jinn di nome Misḥal che gli ispirava i versi, d'altronde secondo una diffusa credenza dei tempi.

In un'occasione fu grazie a lui che si salvò in una situazione gravida di rischi che si trovò a fronteggiare nella fiera-mercato araba di ʿUkāẓ dove egli usava recarsi ogni anno.
Sempre a ʿUkāẓ divenne noto un suo componimento recitato in favore di un arabo che, sperando di ingraziarsi il poeta e di fargli sposare almeno una delle figlie, aveva l'anno precedente immolato un dromedario perché l'ospite potesse banchettare lautamente, contraendo un debito di gratitudine che l'ospitante sperava lo potesse beneficare.
Grande era stata la delusione dell'uomo che aveva visto andar via il poeta senza che questi nulla facesse e nulla dicesse. Tuttavia l'anno successivo, a ʿUkāẓ, al-Aʿshā declamò un componimento in cui si tessevano grandi lodi, non tanto per le figlie di chi l'aveva ospitato tanto generosamente, quanto per il padre, la cui generosità era virtù particolarmente ammirata dagli Arabi, tanto da essere inclusa nell'insieme delle virtù denominato muruwwa.

Il Kitāb al-aghānī ci informa che l'uomo poté - grazie alla fama procacciatasi - sposare presto le figlie a importanti Arabi della zona.
La sua ode più bella è forse,  a detta di Gabrieli, quella pronunciata per esaltare il grande senso dell'onore, anche a costo di pagare un amaro prezzo, del signore ebreo di Taymāʾ, Samawʾal b. ʿĀdiyāʾ, che non volle mancare alla parola data di custodire le preziose cotte di maglia affidategli da Imru l-Qays, malgrado la minaccia (attuata) dal filarca ghassanide al-Ḥārith b. Jabala, portatosi sotto il suo castello di ʿAblaq, di uccidere un suo figlio sotto i suoi occhi qualora Samawʾal non si fosse piegato alla sua volontà depredatoria.
Verso la fine della sua vita si immagina che al-Aʿshā subisse il fascino di Maometto e che fosse intenzionato a convertirsi ma il nemico del Profeta dell'Islam, Abū Sufyān lo avrebbe dissuaso da un simile passo.